# 探偵レボリューション
『探偵レボリューション』（たんていレボリューション）は森本里菜による日本の漫画作品。集英社の『りぼん』とその増刊号を中心に、1999年から2005年にかけて断続的に掲載された。単行本は全6巻。略称は「探レボ」。
第2巻に「テイク･オフ!!」、第6巻に「りん☆りん☆リング」が併録されている。

## あらすじ
16歳の女子高生、星華・モラニスは、ある事情から5歳から14歳までをアメリカ・NYで育った少女。現在は高校に通いながら、探偵業を営んでいる。その腕は超一流で、依頼に必要な金額も他の探偵と比べると安いことから、「凄腕美人探偵」の噂は街で広がる一方であった。
彼女の兼業を知るのは、現在の保護者であり、形だけとはいえ探偵事務所の所長を務める小野島陽一、星華の親友で小野島の姪である緑川まりなと、同じく親友の藤崎飛鳥。そして、ある事件で知り合ったアイドル・榊原透也である。
企業スパイを探し出す依頼を仕上げ、16歳になったまりなのバースデーパーティをしていたある日、星華の古巣であるNY市警の仲間から1本の国際電話が入る。その内容は「5歳の頃の星華を捜している人がいる」というものであり、星華はとりあえずその人に会ってみようと、一路NYへ。しかし、それが大事件の発端であった。

## 主な登場人物
星華・モラニス（せいか モラニス）
本作の主人公。高校1年の16歳。お嬢様系美少女で、一発で東大に受かるくらい頭がよく博学。身体能力もそこそこ高く、痴漢を投げ飛ばす、樹に登って身を隠すなどもお手の物。しかし、恋愛方面には超がつくほど不器用である。
5歳の頃にNYで巻き込まれた強盗殺人のショックからそれ以前の記憶を失い、身元も分からないため、現場にいた警察官に引き取られた。その際持っていたのは、大きなテディベアと5歳の誕生日を祝う、父親からのバースデーカードだけだった。「星華」という名はそのカードに記されていたもの。以降、養父であるダン・モラニスとその仲間達に育てられ、拳銃の扱いや爆弾解体などの専門知識を教え込まれたため、16歳にして犯罪に対するスペシャリストである。幼い頃、近所にスペイン系のおばさんがいたため、スペイン語も分かる。
14歳の時に養父が殉職したことで、その親友の小野島に引き取られ、日本へやってきた。高校と探偵業を兼業しているため、探偵業の方で学校を休みやすいように、病弱という設定がある。また、校内では大抵猫を被っている。
探偵事務所を開いた目的は、その知識を活かして困っている人を助けながら、自分の本当の名前と家族を探すこと。最終話において、本名が千種野 星華（ちぐさの せいか）であり、赤子の頃に、ある研究をしていた父親と共に事故死を装った組織誘拐に遭い、ドイツから連れ出され、父親の人質にされていたこと、その父親は既に亡く、母親は現在もドイツにいることを知る。
小野島陽一（おのじま よういち）
31歳。星華の現在の保護者。星華に請われ、形式上は探偵事務所の所長も務める。
星華の養父・ダンの親友で、実はゲイであり（この事実は星華しか知らない）、彼を大切に思っていた。
実はホテルやビルを多数所有する小野島財閥の御曹司で、探偵事務所のあるビルは彼の持ち物。また、財閥はクルーザーや桜のきれいな私有地、別荘なども所有する。
緑川まりな（みどりかわ まりな）
高校1年の15歳。小野島の姪っこ。小柄でありながらナイスバディを誇る。星華の親友兼探偵助手その1。
叔父の小野島に引き取られた星華と出逢った夏休みの夜に、星華が声を殺して泣いているのを見て以来、彼女の力になることを決めた。しかし、星華と自分達の違いを思い知らされ、無力さを嘆いたこともある。
性格が良くて可愛いと、校内でも人気者だが、親友2人にそれぞれ恋人が出来た後は、たまに嫉妬し、恋に恋する一面も見せる。
雑誌のモデルに選ばれたほどの美貌とナイスバディを活かして、パーティーへ潜入した時などは男性陣を釘付けにし、情報収集を担当する。
藤崎飛鳥（ふじさき あすか）
高校1年の16歳。長身でスレンダーな体型をしており、運動神経も良いので、通っている女子校の王子様的な存在。星華の親友兼探偵助手その2。
映画に関する情報にも精通しており、内偵のためアルバイトとして潜入したレンタルビデオ店では内容を聞いてすぐにタイトルを挙げたこともある。また、この際に知り合った、大学の薬学部に通うバイト生・近江晶彦（おうみ あきひこ）と、互いに惹かれあい、事件解決後に結ばれる。
その体型ゆえに、男に間違えられることも多いが、パーティーへ潜入した時などはそれを活かして女性陣から情報を収集してくる。
榊原透也（さかきばら とうや）
17歳の俳優。深夜ドラマ「クライシス」で有名になった。その映画版を撮影中に、監督や役者が次々事故に見舞われ、セットや衣装が壊されたりしたことから、監督とプロデューサーが星華たちに犯人探しを依頼。潜入した星華と知り合う。
その事件の解決後に、星華のことが好きになったと、度々事務所を訪れるようになり、ドラマで共演した歌手・道野紗梨（みちの さり）の依頼を仲介したことがある。また、自分の過去を知るため、星華がNYへ飛んだ際は、仕事をやりくりしてまりな達と共にその後を追い、星華の危機を救ったことも。

## 併録作品

### テイク・オフ!!
『りぼんオリジナル』2000年6月号に掲載。
3年C組の学級委員長・渡辺千鶴は、クラスメイトの堀口真吾をはじめとする男子達に手を焼いていた。しかし、その堀口の転校が突如告げられる。放課後、2人きりになった時に「学校に忍び込んで泊まる」という計画を千鶴に洩らした堀口。千鶴はそれを聞いて、密かにクラスメイトに集合をかける。
クラス全員を呼び集めて堀口より先に潜入し、堀口を驚かせた千鶴。仲間達と深夜の校内で遊び、異変に気づいて怒髪天を衝く様相で様子を見に来た学年主任を脅かして追い返して笑い転げた翌朝、屋上から夜明けを堀口と2人で見る。そして千鶴は小さな恋に気づくのだった。
それから時が経ち、無事に高校へ進学した千鶴は、同窓会の永久幹事として第1回同窓会を企画。返信葉書での出欠を確認していると、出席に丸がつけられた堀口の葉書が届いていた。

### りん☆りん☆リング
2003年『りぼん』秋のびっくり大増刊号に掲載。
中学2年生の愛川梨湖は、ある日「じくう屋」という不思議な店を見つける。中に入って見ると面白いものが多く、とりわけ彼女の目を引いたのはある指輪だった。店主はそれを見て「人間の潜在能力を引き出す魔法の指輪」だと教え、500円で梨湖に売る。しかし、数日後「じくう屋」はその姿を消していた。
実は、梨湖は父の同僚の新米刑事・美咲康介に恋をしている。2人は今、連続引ったくり犯を追っているが、目撃証言がないために捜査は行き詰っていた。梨湖はクラスメイトの財布を見つけた件で指輪の力を知った幼馴染・敏に協力してもらい、その力を使って引ったくり犯の足取りを追っていくが……。

## 書誌情報
- 森本里菜 『探偵レボリューション』 集英社〈りぼんマスコットコミックス〉、全6巻

1. 2000年1月19日 ISBN 978-4-08-856187-5
2. 2000年11月20日 ISBN 978-4-08-856239-1
3. 2001年10月20日 ISBN 978-4-08-856321-3
4. 2002年4月20日 ISBN 978-4-08-856367-1
5. 2003年7月20日 ISBN 978-4-08-856478-4
6. 2005年3月20日 ISBN 978-4-08-856595-8